# Yul Bürkle
Yul Hansel Bürkle Solórzano (Maracay, 29 de septiembre de 1974) es un actor y modelo venezolano.

## Carrera
Se inició en el mundo de la actuación a muy temprana edad, cuando contaba con diez años, participando en obras teatrales en su escuela. Su pasión era el fútbol, pero también practicó natación, aprendió a tocar piano y a pintar en lienzo. 
Por otra parte, a los 16 años ingresa en la Universidad Santa María para estudiar la carrera de Derecho, al mismo tiempo estudió actuación en el Instituto Celcit. Luego, se le presentó la oportunidad de participar en la novela La llaman Mariamor en 1996, por lo que tuvo que parar sus estudios universitarios a los 21 años, cuando solo le faltaba 1 año para graduarse. 
Bürkle recibió clases de actores como Javier Vidal, Elba Escobar, Juan Carlos Gardié, Nelson Ortega, Aquiles Ortega, Miguel Lucero, Adriana Barraza, entre otras reconocidas personalidades del mundo actoral. 
Posteriormente, actuó en muchas exitosas telenovelas como Destino de mujer, Luisa Fernanda, Mis tres hermanas, Secreto de amor, La mujer de Lorenzo, El amor no tiene precio, Aunque mal paguen, Acorralada, Kandela, Alma indomable, Salvador de mujeres, Alguien te mira y Natalia del mar. 
En el año 2013 actuó en dos telenovelas de Venevisión, Los secretos de Lucía del escritor Jörg Hiller y en De todas maneras Rosa del escritor Carlos Pérez. 
No solamente ha actuado en novelas, también ha participado en comedias teatrales como Un ladrón en mi cama y No solo en perolitas vive el hombre. Además, ha participado en la pantalla grande con la película Española-Venezolana Tres noches.
Yul Bürkle está felizmente comprometido con la actriz venezolana Scarlet Ortiz con quien tiene más de 19 años de relación sentimental, y es padre de Bárbara Briana Bürkle Ortiz.

## Telenovelas
- Amores que engañan (2023) como Roberto[4]
- Vikki RPM (2017) como Graco Rivera
- Silvana Sin Lana (2016) como Esteban
- Tómame o déjame (2016) como Leonardo
- Escándalos (2015) como Alexander "Alex" Morgan "El Enviado" / Gino Varessi
- Los secretos de Lucía (2014) como Pablo Zuleta
- De todas maneras Rosa (2013) como Asdrúbal Soto
- Natalia del mar (2011-2012) como Bruno Baltazar/Diego Baltazar[5]
- Alguien te mira (2010) como Mauricio Ostos
- Salvador de mujeres  (2010) como Manuel
- Alma indomable (2009-2010) como Fernando Ríos
- Kandela (2009) como Elías Carreño[6][7]
- Acorralada (2007) como Andrés Dávila
- Aunque mal paguen (2007) como Tomás[8]
- El amor no tiene precio (2005) como Mariano Lujan
- Inocente de ti (2004) como Douglas
- La mujer de Lorenzo (2003) como Alex
- Secreto de amor (2001) como Braulio Viloria
- Mis 3 hermanas (2000) como Aníbal Solís Quintero
- Luisa Fernanda (1999) como Gustavo Cazán
- Destino de mujer (1997) como Arnaldo
- La llaman Mariamor (1996) como Willy